# Projektionssatz (Dreieck)

Flächengleichheit der beiden grünen Rechtecke:
Mit
und
gilt.

In der Elementargeometrie ist der Projektionssatz für Dreiecke ein Satz, der für jedes ebene Dreieck eine Beziehung herstellt zwischen den Dreiecksseiten und den Projektionen der anderen Seiten auf die Dreiecksseiten. Konkret besagt er, dass in jedem Dreieck die Rechtecke aus einer Seite und der orthogonalen Projektion der Nachbarseite auf diese Seite denselben Flächeninhalt haben. Damit verallgemeinert er den Kathetensatz des Euklid, der nur für rechtwinklige Dreiecke gilt, auf beliebige Dreiecke.

## Aussage
Sind {\displaystyle a,b} und {\displaystyle c} die Seiten eines Dreiecks {\displaystyle \triangle ABC} und bezeichnet {\displaystyle p_{xy}} die Projektion der Seite {\displaystyle x} auf die Seite {\displaystyle y}, so gelten die Gleichungen
{\displaystyle {\begin{aligned}c\cdot p_{bc}&=b\cdot p_{cb},\\a\cdot p_{ba}&=b\cdot p_{ab},\\c\cdot p_{ac}&=a\cdot p_{ca}.\\\end{aligned}}}

## Beweis
Die Höhe {\displaystyle h_{b}} schneidet die Seite {\displaystyle b} im Punkt {\displaystyle D} und die Höhe {\displaystyle h_{c}} schneidet die Seite {\displaystyle c} im Punkt {\displaystyle E} (siehe Abbildung). Dadurch entstehen die rechtwinkligen Dreiecke {\displaystyle \Delta ACE} und {\displaystyle \Delta ABD} mit dem gemeinsamen Winkel bei {\displaystyle A}. Sie stimmen somit in zwei (und damit in allen drei) Winkeln überein, sind also ähnlich. Aufgrund der Ähnlichkeit gilt für die Seitenverhältnisse {\displaystyle p_{bc}:b=p_{cb}:c}, woraus sofort {\displaystyle c\cdot p_{bc}=b\cdot p_{cb}} folgt. Aus analogen Gründen gelten auch die anderen beiden Gleichungen. 

## Beziehung zum Kathetensatz
In einem rechtwinkligen Dreieck {\displaystyle \triangle ABC} mit einem rechten Winkel in {\displaystyle C} entsprechen die Projektionen {\displaystyle p_{cb}} und {\displaystyle p_{ca}} den Seiten {\displaystyle b} und {\displaystyle a}. Damit liefert der Projektionssatz dann:
{\displaystyle {\begin{aligned}c\cdot p_{bc}&=b^{2}\\c\cdot p_{ac}&=a^{2}\end{aligned}}}
Man erhält also als Spezialfall den Kathetensatz des Euklid.